# 星の宮
星の宮（ほしのみや）は、埼玉県所沢市にある町名。現行の行政地名は星の宮一丁目および二丁目。郵便番号は 359-1127。

## 地理
所沢市内の中央南部、所沢地区に所属する。
西所沢駅の東側、所沢駅の西方向に位置し、周辺の金山町、元町、西住吉、南住吉、久米、山口、西所沢と隣接する。
町域内を東京都道・埼玉県道4号東京所沢線が通過し、その東側に1丁目、西側に2丁目が設置されている。

## 歴史
- 1966年（昭和41年）8月1日 - 住居表示実施により、大字久米・大字山口の各一部から星の宮が成立する[5]。

## 交通

### 鉄道
- 最寄駅は、西武池袋線･西武狭山線西所沢駅。また東部では西武池袋線･西武新宿線所沢駅。

### 道路
- 東京都道・埼玉県道4号東京所沢線

交差点
- 「星の宮」
- 「所沢高入口」

バス
- 最寄りのバス停は町域外の「金山町2」ほか（西武バス）

## 世帯数と人口
2017年（平成29年）9月30日現在の世帯数と人口は以下の通りである。
| 丁目         | 世帯数    | 人口    |
| ------------ | --------- | ------- |
| 星の宮一丁目 | 522世帯   | 1,102人 |
| 星の宮二丁目 | 690世帯   | 1,344人 |
| 計           | 1,212世帯 | 2,446人 |

## 施設
教育
- 私立所沢文化幼稚園[6]

公共
- 星の宮会館

寺社
- 星の宮朝日稲荷社

商業
- 東京電力パワーグリッド 星の宮変電所

## 小・中学校の学区
市立小・中学校に通う場合の学区（校区）は以下の通り
| 町丁   | 番・番地 | 小学校                     | 中学校                         |
| ------ | -------- | -------------------------- | ------------------------------ |
| 星の宮 | 全域     | 所沢市立所沢小学校（元町） | 所沢市立所沢中学校（けやき台） |